# Uptown New York
Uptown New York est un film américain pré-Code réalisé par Victor Schertzinger et sorti en 1933.

## Synopsis
À New York, la famille du jeune Dr Max Silver met fin à sa relation avec Pat Smith en lui organisant un mariage et en l'envoyant à Vienne. Bien qu'il ait le cœur brisé, Pat finit par sortir avec le gentil vendeur Eddie Doyle. Lorsque Max revient et tente de raviver leur idile, Pat refuse et épouse Eddie à la place.

## Fiche technique
- Réalisation : Victor Schertzinger
- Scénario : Warren Duff d'après l'histoire Uptown Woman de Viña Delmar[1]
- Photographie : Norbert Brodine
- Montage : Rose Loewinger
- Musique : Val Burton
- Production : K.B.S. Productions
- Genre : Romance, comédie[2]
- Distribution : Sono Art-World Wide Pictures
- Durée : 80 minutes
- Date de sortie :
  - États-Unis : 27 novembre 1932

## Distribution
- Jack Oakie : Eddie Doyle
- Shirley Grey : Patricia Smith
- Leon Ames : Max Silver
- George Cooper : Al
- Lee Moran : le réceptionniste de l'hôtel
- Alexander Carr : Papa Silver
- Raymond Hatton : Slot Machine King
- Henry Armetta : Nick, propriétaire du restaurant